# حبيل مخلع (السبرة)

تعديل مصدري - تعديل

حبيل مخلع محلة تابعة لقرية الصيحار، التابعة لعزلة بلادالجماعي بمديرية السبرة إحدى مديريات محافظة إب في الجمهورية اليمنية.، بلغ تعداد سكانها 174 حسب تعداد اليمن لعام 2004.